# Nico Pino
Nicolás Pino Leon (Santiago del Cile, 21 settembre 2004) è un pilota automobilistico cileno membro del programma giovani della Stellantis Motorsport e pilota della Hypercar nel WEC.

## Carriera

### Gli inizi in monoposto
Nicolás Pino all’età di otto anni inizia a competere in kart, prima a Santiago del Cile e poi si trasferisce in Europa. Dopo il karting, nel 2019, Pino passa alla Formula 4 facendo una veloce apparizione nella Formula 4 Sud Est Asia. L'anno seguente il giovane pilota passa alla Formula 4 britannica con il team Argenti Motorsport, ma dopo quattro round (12 corse), Pino lascia la serie.
Nel 2021 prende parte al round di Monza della Euroformula Open con il team Drivex School. Anche nel 2022 torna nella serie europea correndo i primi quattro round.

### Endurance

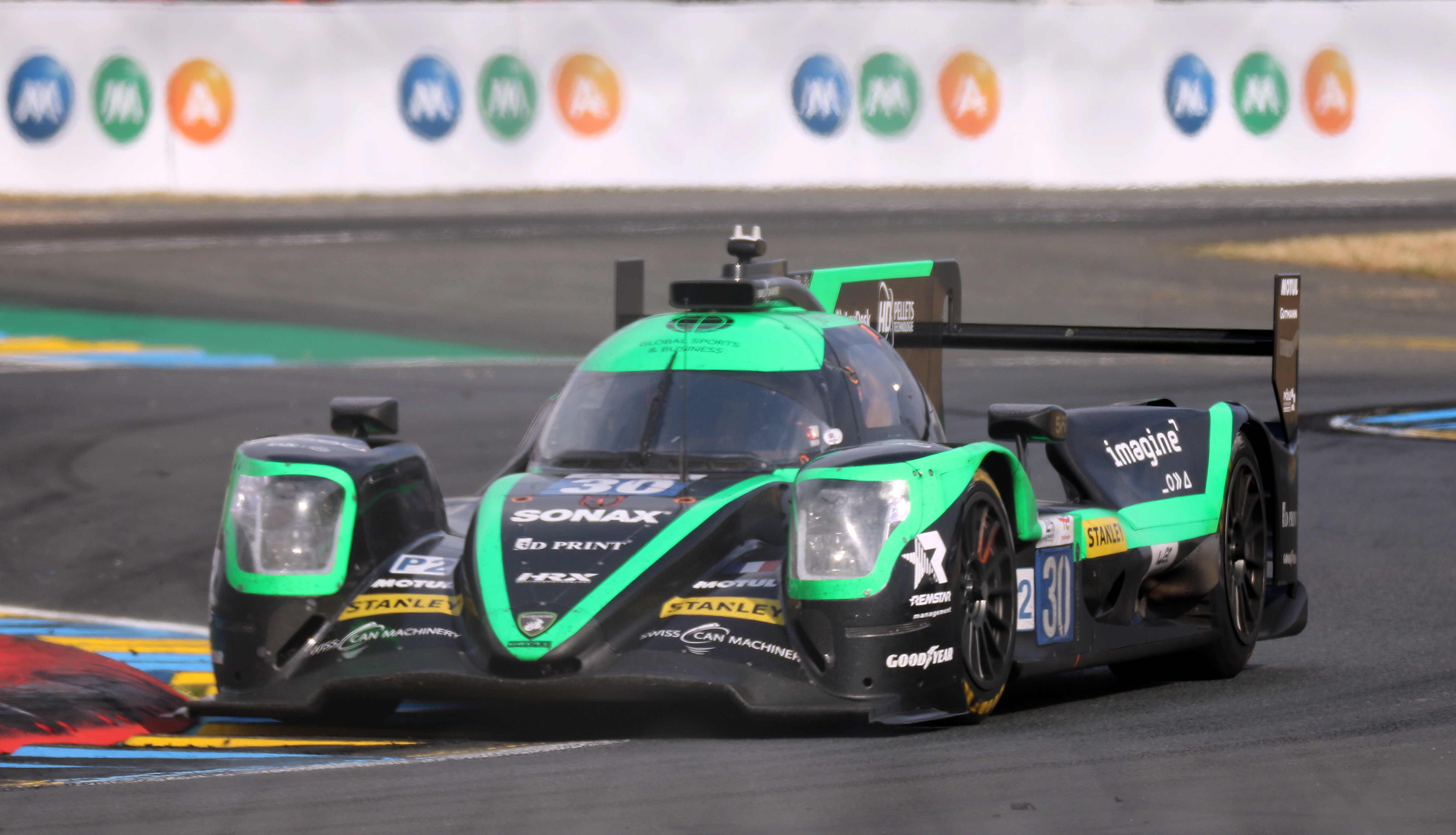
Nico Pino con l'Oreca 07 durante la 24 Ore di Le Mans 2023

Dal 2021 Pino lascia le corse in monoposto dedicandosi alle corse d'endurance. Prende parte a due corse dell'European Le Mans Series con il team Inter Europol Competition e a due della Supercars Endurance GT4 South con il team. Nel 2022 sempre con l'Inter Europol Competition prende parte alla Asian Le Mans Series e alla European Le Mans Series, in quest'ultima, nella classe LMP3 ottiene tre vittorie diventando vicecampione.

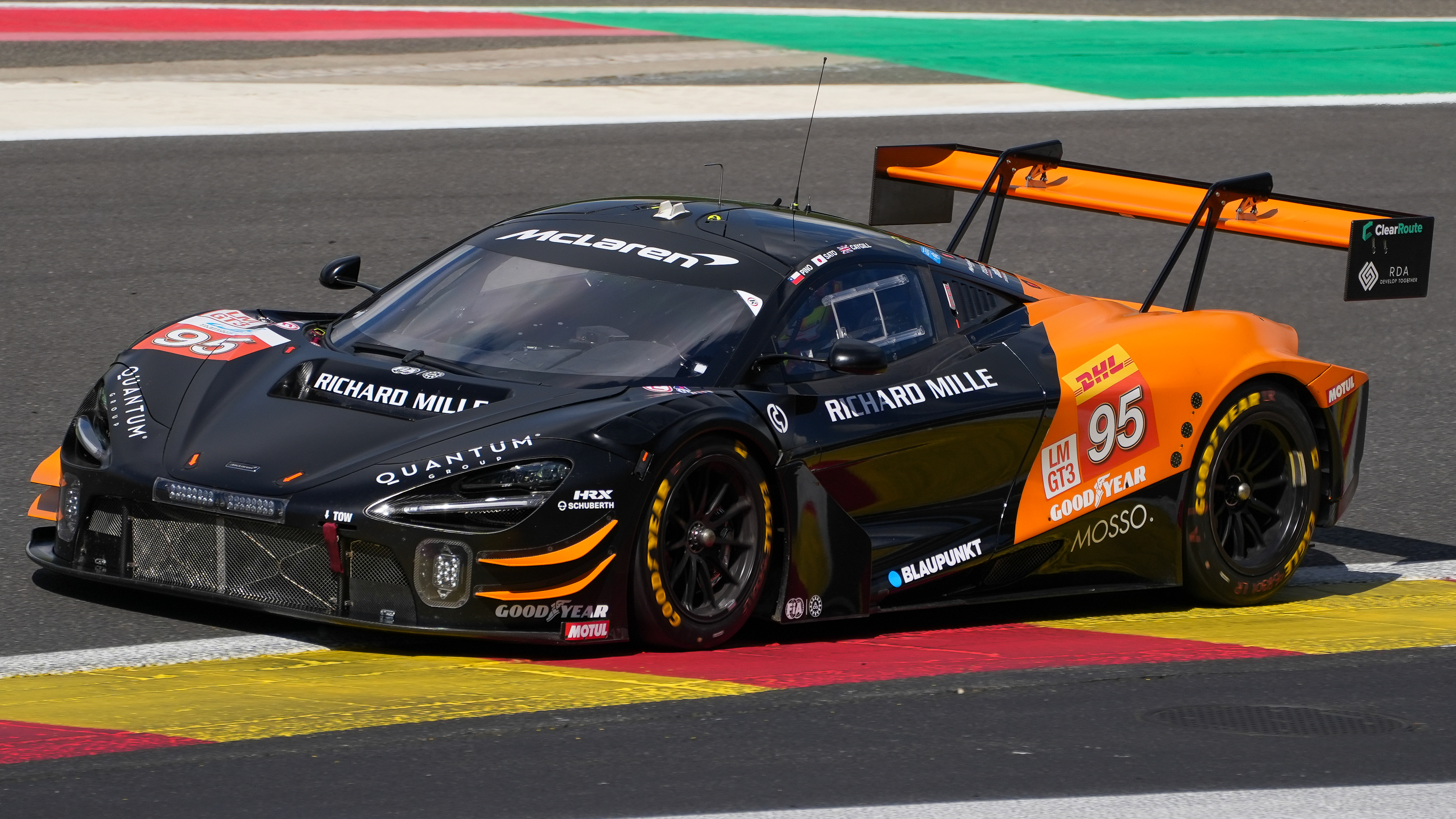
La McLaren 720S GT3 Evo di Pino durante la 6 ore di Spa 2024

L'anno seguente divide i suoi impegni tra l'European Le Mans Series (nella classe LMP2) e l'IMSA SportsCar. Prende parte alla 24 Ore di Le Mans 2023 nella classe LMP2 dividendo l'Oreca 07 con René Binder e Neel Jani. L'equipaggio ottiene un ottimo terzo posto di classe. Nel 2024 si unisce al team United Autosports esordendo nel Campionato del mondo endurance nella nuova classe GT3 guidando la McLaren 720S GT3 Evo. In contemporanea torna nell'ELMS con il team britannico Nielsen Racing per le prime tre gare della stagione, mentre con il team IDEC Sport le ultime due della stagione. 
Per la stagione 2025 Pino prende parte alla classe Hypercar con il team Proton Competition. 

### Formula E
Il 30 aprile del 2024 Pino è il primo pilota ad entrare nel programma giovani della Stellantis Motorsport. Una decina di giorni dopo il pilota cileno prende parte ai Rookie test della Formula E con il team Maserati MSG Racing.

## Risultati

### Riassunto della carriera
| Stagione | Serie                                   | Team                         | Gare | Vittorie | Pole | GPV | Podi | Punti | Pos. |
| -------- | --------------------------------------- | ---------------------------- | ---- | -------- | ---- | --- | ---- | ----- | ---- |
| 2019     | Formula 4 Sud Est Asia                  | Meritus.GP                   | 4    | 0        | 0    | 0   | 0    | 0     | NC   |
| 2020     | Formula 4 britannica                    | Argenti Motorsport           | 12   | 0        | 0    | 0   | 0    | 14    | 14º  |
| 2021     | Euroformula Open                        | Drivex School                | 3    | 0        | 0    | 0   | 0    | 4     | 22º  |
| 2021     | European Le Mans Series - LMP3          | Inter Europol Competition    | 2    | 0        | 0    | 0   | 0    | 8     | 28º  |
| 2021     | Supercars Endurance GT4 South - GT4 Pro | Tockwith Motorsport          | 2    | 2        | 0    | 1   | 2    | 50    | 2º   |
| 2022     | Asian Le Mans Series - LMP3             | Inter Europol Competition    | 4    | 0        | 0    | 0   | 0    | 36    | 7º   |
| 2022     | European Le Mans Series - LMP3          | Inter Europol Competition    | 6    | 3        | 0    | 0   | 3    | 79    | 2º   |
| 2022     | IMSA SportsCar - LMP3                   | Performance Tech Motorsports | 1    | 0        | 0    | 0   | 0    | 332   | 28º  |
| 2022     | IMSA SportsCar - LMP3                   | Sean Creech Motorsport       | 1    | 0        | 0    | 0   | 1    | 332   | 28º  |
| 2022     | Le Mans Cup - LMP3                      | RLR MSport                   | 2    | 0        | 0    | 0   | 0    | 0     | NC   |
| 2022     | Euroformula Open Championship           | Drivex School                | 8    | 0        | 0    | 0   | 0    | 20    | 14º  |
| 2023     | Asian Le Mans Series - LMP2             | ARC Bratislava               | 4    | 0        | 0    | 0   | 0    | 18    | 11º  |
| 2023     | European Le Mans Series - LMP2          | Duqueine Team                | 6    | 1        | 0    | 0   | 2    | 79    | 4º   |
| 2023     | IMSA SportsCar - LMP3                   | Sean Creech Motorsport       | 4    | 0        | 2    | 1   | 2    | 858   | 16º  |
| 2024     | European Le Mans Series - LMP2          | Nielsen Racing               | 3    | 0        | 0    | 0   | 0    | 0     | 23º  |
| 2024     | European Le Mans Series - LMP2          | IDEC Sport                   | 2    | 0        | 0    | 0   | 0    | 0     | 23º  |
| 2024     | IMSA SportsCar - LMP2                   | United Autosports USA        | 5    | 0        | 0    | 0   | 0    | 1276  | 22°  |
| 2024     | WEC - LMGT3                             | United Autosports            | 8    | 0        | 1    | 0   | 1    | 36    | 18°  |

* Stagione in corso.

### Risultati nel ELMS
| Anno    | Squadra                   | Classe | Vettura        | CAT | RBR | LEC | MNZ | SPA | POR | Punti | Pos. |
| ------- | ------------------------- | ------ | -------------- | --- | --- | --- | --- | --- | --- | ----- | ---- |
| 2021    | Inter Europol Competition | LMP3   | Ligier JS P320 |     |     |     |     | Rit | 7   | 8     | 28º  |
| Anno    | Squadra                   | Classe | Vettura        | PAU | IMO | MON | BAR | SPA | POR | Punti | Pos. |
| 2022    | Inter Europol Competition | LMP3   | Ligier JS P320 | NC  | 8   | 1   | 1   | 1   | Rit | 79    | 2º   |
| Anno    | Squadra                   | Classe | Vettura        | BAR | LEC | ARA | SPA | POR | ALG | Punti | Pos. |
| 2023    | Duqueine Team             | LMP2   | Oreca 07       | 1   | 2   | 5   | 6   | 5   | 5   | 79    | 4º   |
| Anno    | Squadra                   | Classe | Vettura        | BAR | LEC | IMO | SPA | MUG | ALG | Punti | Pos. |
| 2024    | Nielsen Racing            | LMP2   | Oreca 07       | 13  | 11  | 12  |     |     |     | 0     | 24º  |
| 2024    | IDEC Sport                | LMP2   | Oreca 07       |     |     |     |     | Rit | 13  | 0     | 24º  |
| Legenda |                           |        |                |     |     |     |     |     |     |       |      |

*Stagione in corso.

### Risultati nel WEC
| Anno    | Squadra            | Classe   | Vettura              | QAT | IMO | SPA | LMS | SÃO | COA | FUJ | BHR | Punti | Pos. |
| ------- | ------------------ | -------- | -------------------- | --- | --- | --- | --- | --- | --- | --- | --- | ----- | ---- |
| 2024    | United Autosports  | LMGT3    | McLaren 720S GT3 Evo | 13  | 6   | Rit | Rit | 3   | 7   | 17  | 8   | 36    | 18°  |
| Anno    | Squadra            | Classe   | Vettura              | QAT | IMO | SPA | LMS | SÃO | COA | FUJ | BHR | Punti | Pos. |
| 2025    | Proton Competition | Hypercar | Porsche 963          | 15  | 14  | Rit | 12  | 10  |     |     |     | 1*    |      |
| Legenda |                    |          |                      |     |     |     |     |     |     |     |     |       |      |

* Stagione in corso.

### Risultati 24 Ore di Daytona
| Anno | Team                         | Co-piloti                               | Vettura        | Classe | Giri | Pos. | Class pos. |
| ---- | ---------------------------- | --------------------------------------- | -------------- | ------ | ---- | ---- | ---------- |
| 2022 | Performance Tech Motorsports | Hikaru Abe Garett Grist Daniel Goldburg | Ligier JS P320 | LMP3   | 588  | 46º  | 7º         |
| 2023 | Sean Creech Motorsport       | João Barbosa Nolan Siegel Lance Willsey | Ligier JS P320 | LMP3   | 725  | 29º  | 2º         |
| 2024 | United Autosports USA        | Ben Hanley Ben Keating Pato O'Ward      | Oreca 07       | LMP2   | 765  | 14º  | 6º         |

### Risultati 24 Ore di Le Mans
| Anno | Team               | Co-piloti                     | Vettura              | Classe   | Giri | Pos. | Class pos. |
| ---- | ------------------ | ----------------------------- | -------------------- | -------- | ---- | ---- | ---------- |
| 2023 | Duqueine Team      | René Binder Neel Jani         | Oreca 07             | LMP2     | 327  | 11º  | 3º         |
| 2024 | United Autosports  | Marino Satō Hiroshi Hamaguchi | McLaren 720S GT3 Evo | GT3      | 212  | Rit  | Rit        |
| 2025 | Proton Competition | Neel Jani Nicolás Varrone     | Porsche 963          | Hypercar | 383  | 13°  | 13°        |